# Argyra splendens
Argyra splendens är en tvåvingeart som beskrevs av Van Duzee 1933. Argyra splendens ingår i släktet Argyra och familjen styltflugor.
Artens utbredningsområde är Kalifornien. Inga underarter finns listade i Catalogue of Life.